# 芙蓉大桥
芙蓉大桥是位于湖南省湘潭市的一座横跨湘江，连接湖南省湘潭市岳塘区和湘潭县的钢构混凝土桥。大桥全长1607米，双向六车道，设计时速80公里。总投资约为9.6亿元。该桥又称为湘潭五大桥，是湘潭东二环路的控制性工程，主要连接湘潭市区、湘潭县和京广高铁株洲西站，并为107国道分流过境车辆。该桥虽属于湘潭，但因靠近湘潭和株洲边境，在建设时征用了株洲境内的土地。

## 建设历史
芙蓉大桥是湘潭市2007年提出的”1小时经济圈“概念的建设目标之一。该桥于2011年11月12日启动建设，2013年8月7日合龙，但直到2015年3月31日试通车。